# Barba-rossa (Serradell)
Barba-rossa és un paratge del terme municipal de Conca de Dalt, a l'antic terme de Toralla i Serradell, al Pallars Jussà, en territori que havia estat del poble de Serradell.
Es troba a la part occidental del terme, al sud-oest de Serradell. És al costat sud del lloc de la Planella, a l'esquerra de la llau del Cornàs i al sud-oest del Serrat de Santa Eulàlia. És a prop i a ponent de l'ermita de Santa Eulàlia de Serradell. La Pista del Bosc discorre pel costat de llevant de la Planella i la Pista del Barranc, pel de migdia.
Comparteix una certa dedicació agrícola, amb un gran camp de conreu, amb ermots.